# Cerchio di Mohr

Rappresentazione di più stati di tensione piana con il cerchio di Mohr

Il circolo di Mohr è una rappresentazione grafica dello stato piano di tensione interna in un punto, proposta dall'ingegnere tedesco Otto Mohr nel 1882. La rappresentazione è costruita riportando su un opportuno piano {\displaystyle (\sigma ,\tau )} (il piano di Mohr), le componenti normali {\displaystyle \sigma _{n}} e tangenziali {\displaystyle \tau _{nm}} dello stato di tensione su una generica giacitura passante per il punto. Al variare della giacitura nel piano del problema, i punti rappresentativi dello stato tensionale {\displaystyle (\sigma _{n},\tau _{nm}\!)}  descrivono nel piano di Mohr una circonferenza che costituisce il perimetro di quello che viene detto, appunto, cerchio di Mohr. La conoscenza del cerchio di Mohr permette di ricostruire lo stato tensionale su una qualsiasi giacitura passante per il punto e, in particolare, di individuare le tensioni principali e le direzioni principali del problema piano di tensione.

## La costruzione del cerchio di Mohr
Sia {\displaystyle ({\bar {1}}_{1},{\bar {1}}_{2},{\bar {1}}_{3})} una terna di versori ortonormali con {\displaystyle {\bar {1}}_{3}} quale direzione principale di tensione. In tale base, la matrice di rappresentazione del tensore degli sforzi di Cauchy
{\displaystyle {\bar {\bar {\sigma }}}\equiv {\begin{bmatrix}\sigma _{11}&\sigma _{12}&0\\\sigma _{12}&\sigma _{22}&0\\0&0&\sigma _{33}\end{bmatrix}}}
presenta per definizione
{\displaystyle \sigma _{13}={\bar {1}}_{1}\cdot {\bar {\bar {\sigma }}}{\bar {1}}_{3}=0\;\;,\;\;\sigma _{23}={\bar {1}}_{2}\cdot {\bar {\bar {\sigma }}}{\bar {1}}_{3}=0}
mentre in generale {\displaystyle \sigma _{33}\neq 0}. Nel caso particolare  {\displaystyle \sigma _{33}=0} si parla di stato piano di tensione. Lo stato tensionale relativamente alle due giaciture ortogonali {\displaystyle ({\bar {1}}_{1},{\bar {1}}_{2})} è descritto dalle componenti {\displaystyle (\sigma _{11},\sigma _{12},\sigma _{22}\!)} del tensore delle tensioni.

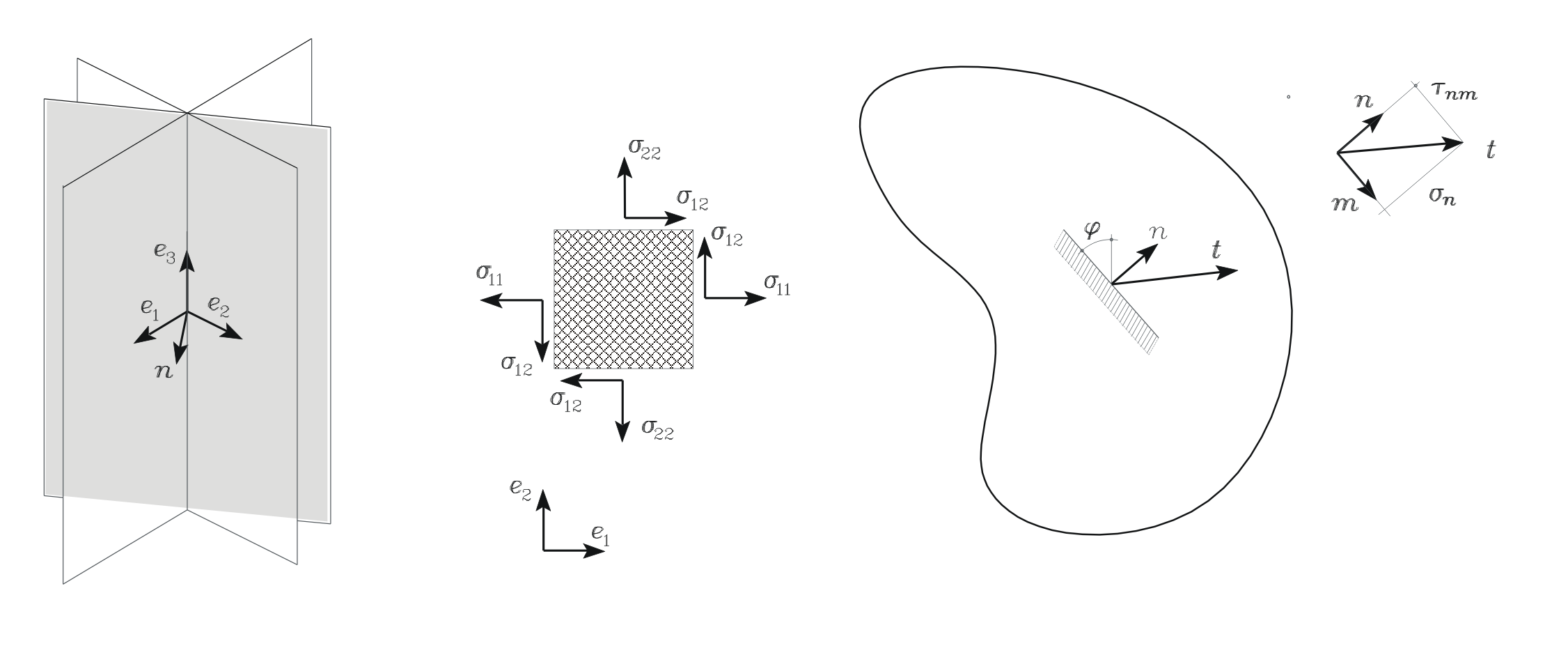
Tensione su un fascio di piani di asse 1_{3}

Si consideri adesso un'altra giacitura appartenente al fascio di piani di asse {\displaystyle {\bar {1}}_{3}}: essa è descritta dal versore {\displaystyle {\bar {n}}} appartenente al piano {\displaystyle x_{1}x_{2}} e ottenuto mediante una rotazione rigida antioraria di angolo {\displaystyle \varphi } a partire dal versore {\displaystyle {\bar {1}}_{1}}
{\displaystyle {\bar {n}}=\cos \varphi \,{\bar {1}}_{1}+\sin \varphi \,{\bar {1}}_{2}}
La tensione sul piano di normale {\displaystyle {\bar {n}}} è data da un vettore appartenente al piano {\displaystyle (x_{1},x_{2}\!)}
{\displaystyle {\bar {\bar {\sigma }}}\,{\bar {n}}\equiv {\begin{bmatrix}\sigma _{11}&\sigma _{12}&0\\\sigma _{12}&\sigma _{22}&0\\0&0&\sigma _{33}\end{bmatrix}}{\begin{bmatrix}\cos \varphi \\\sin \varphi \\0\end{bmatrix}}={\begin{bmatrix}\sigma _{11}\cos \varphi +\sigma _{12}\sin \varphi \\\sigma _{12}\cos \varphi +\sigma _{22}\sin \varphi \\0\end{bmatrix}}}
Tale vettore è decomponibile in una componente normale {\displaystyle \sigma _{n}} (lungo la direzione {\displaystyle {\bar {n}}}) ed una componente tangenziale {\displaystyle \tau _{nm}} lungo una direzione
{\displaystyle {\bar {m}}=\sin \varphi \,{\bar {1}}_{1}-\cos \varphi \,{\bar {1}}_{2}}
appartenente al piano {\displaystyle x_{1}x_{2}} e ruotata di un angolo {\displaystyle {\frac {\pi }{2}}} orario rispetto alla direzione {\displaystyle {\bar {n}}}. Risulta:
{\displaystyle {\begin{aligned}\sigma _{n}&=\left({\bar {\bar {\sigma }}}\,{\bar {n}}\right)\,\cdot \,{\bar {n}}=\sigma _{11}\cos ^{2}\varphi +\sigma _{22}\sin ^{2}\varphi +2\sigma _{12}\sin \varphi \cos \varphi \\\tau _{nm}&=\left({\bar {\bar {\sigma }}}\,{\bar {n}}\right)\,\cdot \,{\bar {m}}=(\sigma _{11}-\sigma _{22})\sin \varphi \cos \varphi +\sigma _{12}(\sin ^{2}\varphi -\cos ^{2}\varphi )\end{aligned}}}
Mediante banali trasformazioni trigonometriche, in particolare,
{\displaystyle \cos ^{2}(\varphi )={\frac {1+\cos(2\varphi )}{2}}\quad ;\quad \sin ^{2}(\varphi )={\frac {1-cos(2\varphi )}{2}}}
tali relazioni possono essere riscritte nelle
{\displaystyle {\begin{aligned}\sigma _{n}&={\frac {\sigma _{11}+\sigma _{22}}{2}}+{\frac {\sigma _{11}-\sigma _{22}}{2}}\cos 2\varphi +\sigma _{12}\sin 2\varphi \\\tau _{nm}&={\frac {\sigma _{11}-\sigma _{22}}{2}}\sin 2\varphi -\sigma _{12}\cos 2\varphi \end{aligned}}}
Al variare dell'angolo {\displaystyle \varphi \in [0,\pi ]}, i valori {\displaystyle (\sigma _{n},\tau _{nm})} descrivono un cerchio in un piano {\displaystyle (\sigma ,\tau )}, detto cerchio di Mohr, di centro {\displaystyle C(\sigma _{c},\tau _{c})} e raggio {\displaystyle R} rispettivamente definiti dalle
{\displaystyle C(\sigma _{c},\tau _{c})\equiv \left({\frac {\sigma _{11}+\sigma _{22}}{2}},0\right)\;\;,\;\;R\equiv {\sqrt {\left({\frac {\sigma _{11}-\sigma _{22}}{2}}\right)^{2}+\sigma _{12}^{2}}}}

### I passi della costruzione del cerchio di Mohr

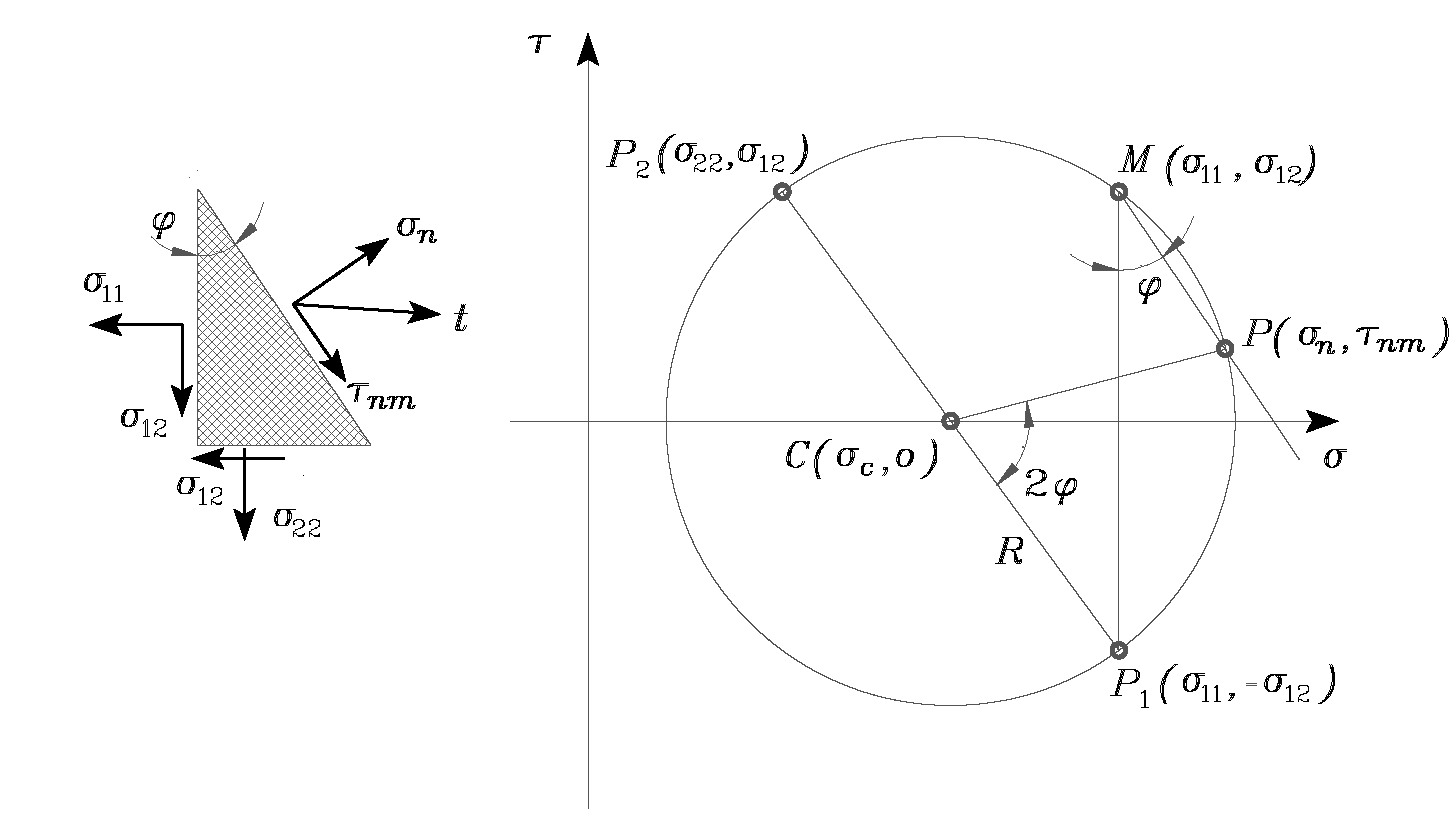
Cerchio di Mohr e stato tensionale su generiche giaciture

Assunti i versi positivi per i valori delle componenti {\displaystyle (\sigma _{n},\tau _{nm})} della tensione ({\displaystyle \sigma _{n}} positiva se di trazione, {\displaystyle \tau _{nm}} positiva se oraria secondo quanto riportato in figura, ovvero se inducesse una rotazione oraria sulla faccia corrispondente), la costruzione del cerchio di Mohr può quindi procedere secondo i seguenti passi:
1. si tracciano due assi ortogonali, con l'asse orizzontale {\displaystyle \sigma } rappresentante i valori delle tensioni normali, l'asse verticale {\displaystyle \tau } i valori delle tensioni tangenziali;
2. si tracciano nel piano {\displaystyle (\sigma ,\tau )} i punti

{\displaystyle P_{1}\equiv \left(+\sigma _{11},-\tau _{12}\right)} e  {\displaystyle P_{2}\equiv \left(+\sigma _{22},+\tau _{12}\right)}
rappresentativi rispettivamente dello stato tensionale sulle due giaciture associate agli assi delle coordinate {\displaystyle x_{1}x_{2}};
1. si traccia il cerchio avente come diametro la congiungente i due punti {\displaystyle P_{1}} e {\displaystyle P_{2}};
2. il punto {\displaystyle M} del cerchio, simmetrico del punto {\displaystyle P_{1}} rispetto all'asse delle {\displaystyle \sigma }, definisce il polo del cerchio di Mohr.

## Proprietà del cerchio di Mohr
- Il punto {\displaystyle P\equiv (\sigma _{n},\tau _{nm})} rappresentativo dello stato tensionale sulla giacitura di normale {\displaystyle {\bar {n}}} (definita da un angolo antiorario {\displaystyle \varphi } rispetto alla giacitura verticale) è individuato sul cerchio di Mohr procedendo di un angolo antiorario {\displaystyle 2\varphi } a partire dal punto {\displaystyle P_{1}}.

Risulta infatti:
{\displaystyle {\begin{aligned}\sigma &=\sigma _{c}+R\cos(2\varphi _{o}-2\varphi )=\sigma _{c}+R\cos 2\varphi _{o}\cos 2\varphi +R\sin 2\varphi _{o}\sin 2\varphi =\\&={\frac {\sigma _{11}+\sigma _{22}}{2}}+{\frac {\sigma _{11}-\sigma _{22}}{2}}\cos 2\varphi +\sigma _{12}\sin 2\varphi =\sigma _{n}\\\tau &=R\sin(2\varphi -2\varphi _{o})=-R\sin 2\varphi _{o}\cos 2\varphi +R\sin 2\varphi _{o}\cos 2\varphi =\\&=+{\frac {\sigma _{11}-\sigma _{22}}{2}}\sin 2\varphi -\sigma _{12}\cos 2\varphi =\tau _{nm}\end{aligned}}}
- La retta congiungente il punto {\displaystyle P} col polo {\displaystyle M} descrive un angolo {\displaystyle \varphi } rispetto alla direzione verticale {\displaystyle M-P_{1}}: tale retta risulta pertanto parallela alla giacitura di normale {\displaystyle {\bar {n}}}.

Risulta infatti:
{\displaystyle {\begin{aligned}\tan({\widehat {P_{1}\,M\,P}})&={\frac {\sigma _{n}-\sigma _{11}}{\sigma _{12}-\tau _{mn}}}={\frac {\sigma _{11}\cos ^{2}\varphi +\sigma _{22}\sin ^{2}\varphi +2\sigma _{12}\sin \varphi \,\cos \varphi -\sigma _{11}}{-(\sigma _{11}-\sigma _{22})\sin \varphi \,\cos \varphi +\sigma _{12}(\cos ^{2}\varphi -\sin ^{2}\varphi )+\sigma _{12}}}=\\&={\frac {\sin \varphi }{\cos \varphi }}\left({\frac {-(\sigma _{11}-\sigma _{22})\sin \varphi +2\sigma _{12}\cos \varphi }{-(\sigma _{11}-\sigma _{22})\sin \varphi +2\sigma _{12}\cos \varphi }}\right)=\tan \varphi \end{aligned}}}

## Applicazioni del cerchio di Mohr
Problema I (determinazione dello stato tensionale su una generica giacitura)
Per determinare le componenti {\displaystyle (\sigma _{n},\tau _{nm}\!)} dello stato tensionale sulla giacitura di normale {\displaystyle {\bar {n}}}  basta tracciare nel piano di Mohr la retta passante per il polo {\displaystyle M} e parallela alla traccia della giacitura (definita quindi da un angolo antiorario {\displaystyle \varphi } rispetto alla verticale passante per {\displaystyle M}). Tale retta intersecherà il cerchio in un altro punto {\displaystyle P} le cui componenti {\displaystyle (\sigma _{p},\tau _{p}\!)} rappresentano proprio le componenti tensionali cercate.
Problema II (determinazione delle tensioni e direzioni principali di tensione)
I punti {\displaystyle P_{\mathrm {I} }\equiv (\sigma _{1},0)} e {\displaystyle P_{\mathrm {I} \mathrm {I} }\equiv (\sigma _{2},0)} di intersezione del cerchio di Mohr con l'asse delle ascisse {\displaystyle \sigma }  sono rappresentativi degli stati principali di tensione. I valori principali di tensioni sono rispettivamente dati dalle
{\displaystyle \left.{\begin{array}{l}\sigma _{1}\\\sigma _{2}\end{array}}\right\}={\frac {\sigma _{11}+\sigma _{22}}{2}}\pm {\sqrt {({\frac {\sigma _{11}-\sigma _{22}}{2}})^{2}+(\sigma _{12})^{2}}}}
mentre le relative direzione principali sono individuate dalle giaciture parallele alle due rette congiungenti il polo {\displaystyle M} con i punti {\displaystyle P_{I}} e {\displaystyle P_{\mathrm {I} \mathrm {I} }}. Tali direzioni principali sono determinate dalle inclinazioni {\displaystyle \varphi _{o}} e {\displaystyle \varphi _{o}+{\frac {\pi }{2}}} (vedi figura) con
{\displaystyle \tan 2\varphi _{o}={\frac {2\sigma _{12}}{\sigma _{11}-\sigma _{22}}}}
Come si desume dal tracciamento del cerchio di Mohr (ma è pure dimostrabile in forma generale), i valori delle tensioni principali corrispondono a valori di massimo e minimo delle componenti normali di tensione.

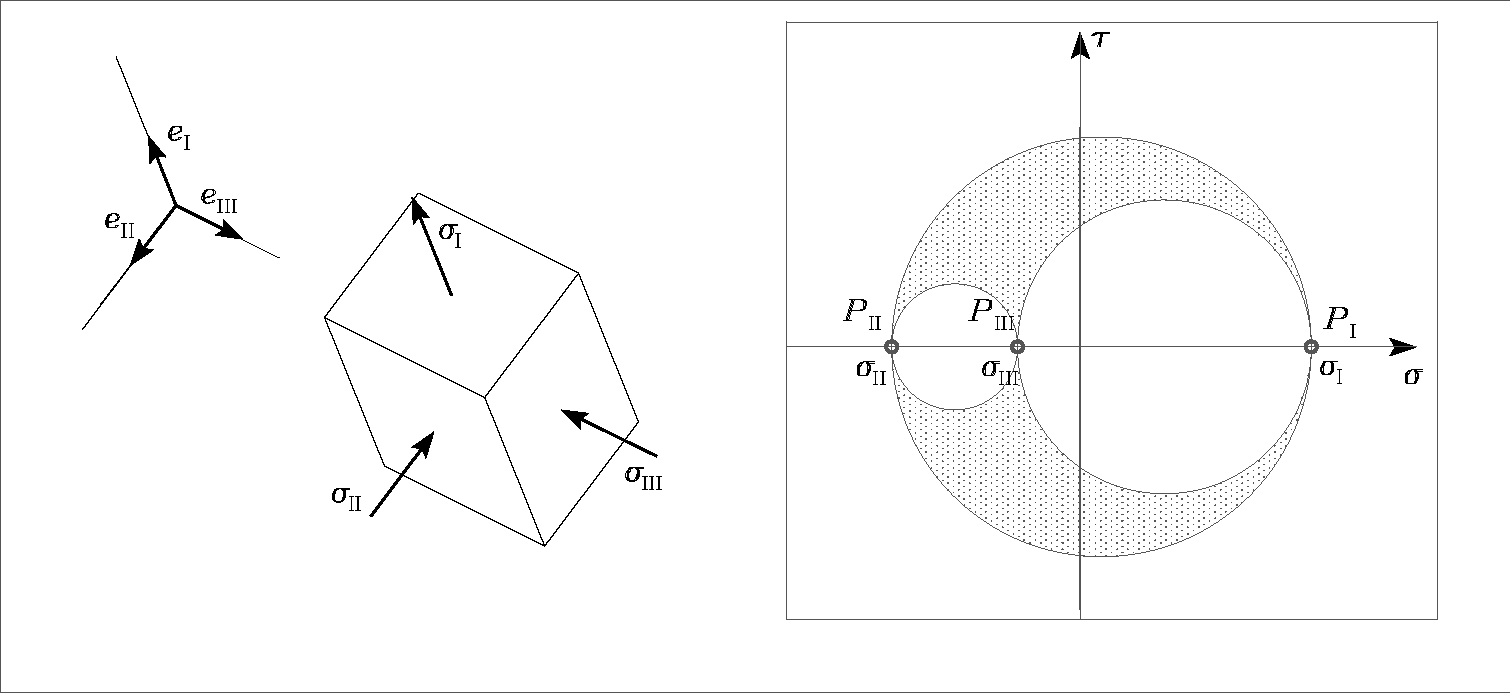
Cerchi di Mohr nel caso di tensioni triassiali

Problema III (rappresentazione dello stato triassiale di tensione)
La conoscenza delle tre direzioni principali e delle relative tensioni principali permette di tracciare i tre cerchi di Mohr rispetto ai tre fasci di piani di asse rispettivamente {\displaystyle {\bar {1}}_{1}}, {\displaystyle {\bar {1}}_{2}} e {\displaystyle {\bar {1}}_{3}}. I valori estremi delle componenti tangenziali di tensione corrispondono ai valori massimi delle tensioni tangenziali nei tre cerchi di Mohr tracciati e sono attinte su giaciture {\displaystyle \pm {\frac {\pi }{4}}} rispettivamente nei piani {\displaystyle ({\bar {1}}_{1},{\bar {1}}_{2}\!)}, {\displaystyle ({\bar {1}}_{1},{\bar {1}}_{3}\!)} e {\displaystyle ({\bar {1}}_{2},{\bar {1}}_{3}\!)}.